# 斯諾鮑
斯诺鲍（英語：Snowball），也常被意譯為「雪球」，是英国作家乔治·奥威尔的小说《动物庄园》中虚构的一个角色 。他主要是以反对约瑟夫·斯大林（小说中名“拿破仑”）的苏联早期领导人列昂·托洛茨基为原型而创作的。斯诺鲍在1954年版《动物庄园》和1999年版《动物庄园》两部电影中都以白猪的形象出现，并分别由莫里斯·德纳姆（1954年）与凯尔塞·格拉玛（1999年）负责配音。

## 角色简介

斯诺鲍设计的动物庄园的旗帜

斯诺鲍相信为了捍卫自由就要开展持续不断的革命：他认为，为了保卫动物庄园，他必须实现老麦哲所说的建立一个解放人类束缚的动物家园的梦想，因此他们还必须为整个英格兰的其他农庄的动物们也争取到自由。然而，巴克夏猪拿破仑总是在会议上不同意斯诺鲍提出的任何想法，因为他不希望斯诺鲍领导动物庄园，并且对斯诺鲍比自己更受欢迎的这一事实感到无比忌恨。
斯诺鲍还在庄园谷仓的墙上亲自写上了要求全体庄园成员遵守的《动物七诫》，并向大家庄严宣告。但其后《七诫》在拿破仑的授意下不断被其亲信斯奎拉改造，以适用于猪越来越多的特权；例如：“动物不可饮酒”的诫律改为“动物不可饮酒过量。”“动物不可睡在床上”的诫律被改为“动物不可睡在有被褥的床上。”“任何动物不得杀害另一只动物”则改为“任何动物不得无故杀害另一只动物。”最后所有的诫律干脆都被换成了一句话：“所有的动物一律平等，但有些动物比其他动物更加平等。”
当拿破仑使用他秘密豢养的看门狗手下突然在大会上对斯诺鲍发难时，斯诺鲍只得被迫从庄园逃离。在那之后，斯诺鲍就被拿破仑等人抹黑为导致庄园发展过程中一切困境产生的“问题根源”。据斯奎拉所说，斯诺鲍是潜藏在革命阵营内部的“叛徒”，他从一开始就支持人类庄园主琼斯先生，还偷偷用杂草播种来破坏庄园的收成；尽管他曾在牛棚大战中英勇作战，但事实上他却是为琼斯效力的内奸，并且斯诺鲍当日所受的枪伤也变成了苦肉计等等。斯诺鲍流亡后被公开悬赏捉拿，而那些曾经支持他的动物也在被迫认罪后遭到处决。
斯诺鲍是一头富有创造力和真知灼见的猪，他以理性、智慧和同情心使庄园的动物们对其信服。原著中并未透露他在逃跑后有何遭遇，在1954年的动画电影中暗示了看门狗们最终追上并杀死了他；然而在1999年的真人电影改编中，他成功逃离了狗的追捕幸存了下来，尽管拿破仑宣布他被流放。

## CIA进行的角色改编
当小说《动物庄园》在1950年代搬上荧幕时，CIA的投资者最初很担心斯诺鲍在早期的剧本处理中被过于美化，因为巴彻勒的剧本暗示了斯诺鲍是“聪明、勇敢和充满活力的”。在随后一份备忘录中显示，斯诺鲍必须以“狂热的知识分子”的形象出现，而他的计划如果付诸实施，将会带来不亚于拿破仑统治下的灾难。”最终这些改动体现在1954年版电影中。